# Tunsta
Tunsta är en by i Åls socken i Leksands kommun, intill Dalälvens strand.
Byn är med all sannolikhet forntida, och ett av traktens äldsta. Forskarna är osäkra om det skall ses som ett vanligt -stanamn från järnåldern eller om namnet Tun döljer en ursprunglig Tunaort. I samband med bygget av järnvägsbron här 1914 hittades ett flertal skelettgravar med spännbuckor, betsel, pilspetsar samt ett flertal mynt från 1000-talet. I älven inte långt från byn har även påträffats ämnesjärn av forntida typ.
I Tunsta har åtminstone sedan 1500-talet funnits en färjeplats för transport över Dalälven. På 1600-talet ersattes den av en flottbro. Flottbron blev i sin tur ersatt av en kombinerad järnvägs/landsvägsbro i samband med järnvägsbygget 1914, och fungerade som sådan fram till 1955, då en modern bilbro byggdes. I Tunsta fanns tidigare ett faktori för flottningen längs med Dalälven. Den vitrappade herrgårdsbyggnaden som fungerade som faktorsbostad finns fortfarande kvar. I byn fanns därutöver på 1920-talet 27 gårdar, varav en fungerade som gästgivargård.